# Kolonia Mnich
Kolonia Mnich (do końca 2017 roku Mnich-Kolonia) – kolonia w Polsce położona w województwie łódzkim, w powiecie kutnowskim, w gminie Oporów.
W latach 1975–1998 miejscowość administracyjnie należała do województwa płockiego.